# Durchreiche

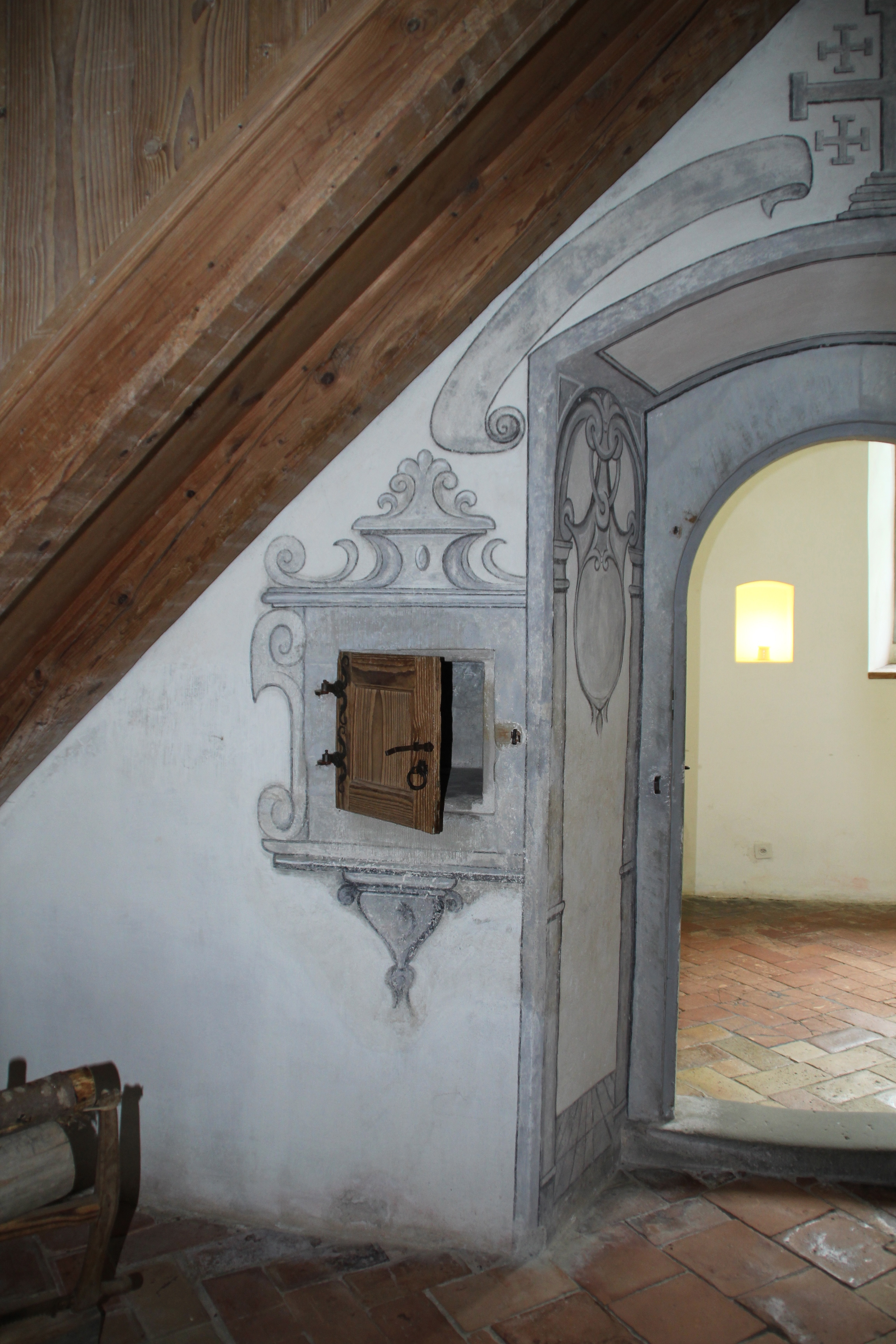
Durchreiche neben Zellentür (Klostermuseum Ittingen)

Durchreiche ist eine Öffnung in der Wand, durch die Dinge (meist Speisen) durchgereicht werden können.

## Geschichte
In Klöstern waren Durchreichen verbreitet in Küchen angeordnet, um die Speisen ohne unnötige Wege in den angrenzenden Raum, z. B. Speiseraum, zu transportieren.
Für die Ausgabe der „Klostersuppe“ oder anderer Speisen an Arme oder Bedürftige war ebenso eine Durchreiche nötig, da Klosterfremde die Klausur oder das Kloster nicht betreten durften. Bei den eremitisch lebenden Orden wie den Karmeliten hatte jede Zelle Tür und Durchreiche.
In Bauernhäusern waren ebenso oft Durchreichen zwischen Küche und Stube vorhanden, die meist mit Holzschiebeläden geschlossen wurden.

## Moderne

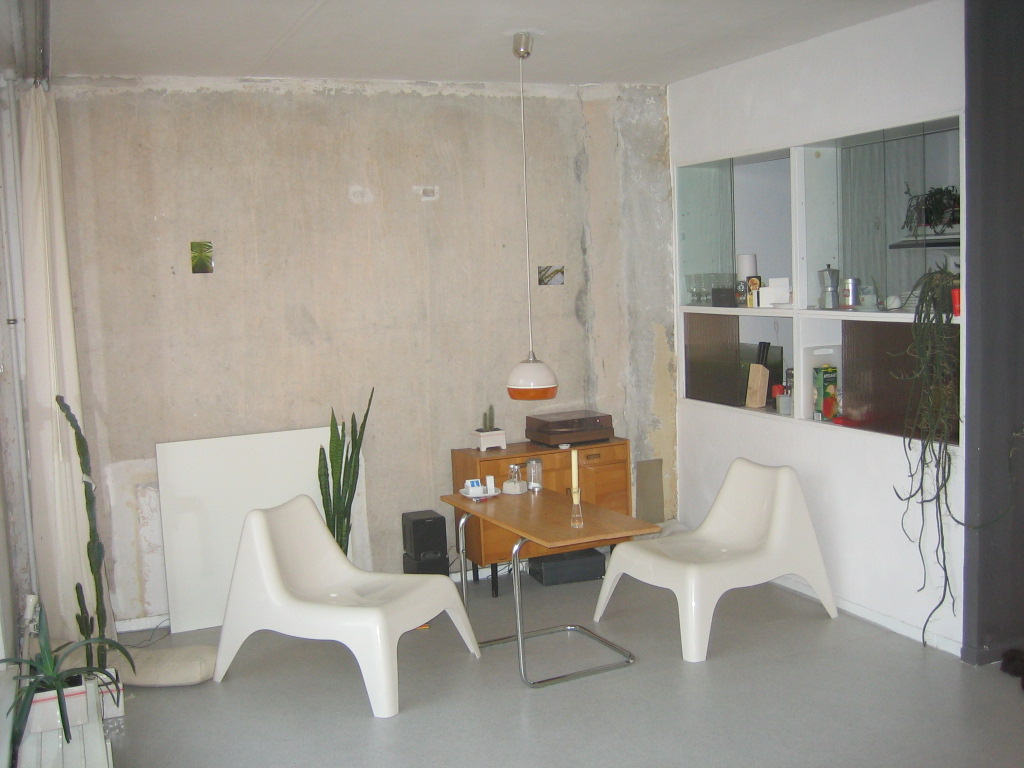
Wohnraum in einer typischen Plattenbauwohnung Typ P2 mit Durchreiche zur Küche

Im modernen Bauen war die Durchreiche ein Mittel, um platzsparende Grundrisse zu ermöglichen. Beispiele sind die Weißenhofsiedlung oder Le Corbusiers Apartmenthaus in Berlin. Im Einfamilienhaus wurde die Gestaltung mit einer Durchreiche zwischen Küche und Wohn- bzw. Esszimmer dann oft übernommen. In letzter Zeit oder bei sehr kleinen Wohnungen kommt meist eine Wohnküche oder Wohnraum mit Kochnische zur Ausführung. 
In den Plattenbauten der DDR gab es z. B. im Typ P2 eine Durchreiche zwischen Küche und Wohnzimmer.

## Weitere Anwendungen
- Apotheken mit Nachtdienst
- Ausgabestellen in Hotels, Herbergen, Krankenhäusern etc.